# Liste der Generaloberen der Marianer
Dieser Artikel listet chronologisch die Generalsuperioren der Marianer auf.
- Stanislaus Papczyński 1673–1701
- Joachim von St. Ann Kozłowski 1702–1706
- Cyprian von St. Stanislaus 8. Februar 1706 – 10. März 1706
- Joachim von St. Ann Kozłowski 1706–1710
- Constantine von St. Casimir 18. Februar 1710 – 13. Oktober 1710
- Joachim von St. Ann Kozłowski 1710–1715
- Matthew von St. Casimir Krajewski 1715–1722
- Andrew von St. Matthew Deszpot 1722–1725
- Joachim von St. Ann Kozłowski 1725–1728
- Joseph von Jesus Mary Królikowski 1728–1731
- Bernard von St. Nicholas Ostrowski 1731–1737
- Casimir von St. Joseph Wyszynski 1737–1741
- Bernard von St. Nicholas Ostrowski 1741–1743
- Andrew von St. Matthew Deszpot 1743–1747
- Casimir Wyszynski 1747–1750
- Cajetan Wetycki 1750–1757
- Cyprian Fiałkowski 1757–1760
- Ladislaus Kanobrocki 1760–1763
- Hyacinth Wasilewski 1763–1770
- Adrian Ignatowski 1770–1776
- Raymond Nowicki 1776–1788
- Stanislaus Mogień 1788–1789
- Joseph Mraas 1789–1793
- Adrian Ignatowski 28. Februar 1793 – 29. Oktober 1793
- Thaddeus Białowieski 1793–1815
- Victor Wołągiewicz 1815–1817
- Thaddeus Białowieski 1817–1829
- Placidus Czubernatowicz 1829–1835
- Stanislaus Pórzycki 1835–1844
- George Naruszewicz 1844–1853
- Anthony Czerniewski 1853–1858
- Alexander Roman Wilczyński 1858–1865
- George Czesnas 1865–1892
- Vincent Sękowski 1892–1911
- Jurgis Matulaitis 1911–1923
- Francis-Peter Bučys 1927–1933
- Andrew Cikoto 1933–1939
- Francis-Peter Bučys 1939–1951
- Ladislaus Mroczek 1951–1957
- Stanislaus Skutans 1957–1963
- Ceslaus Sipović 1963–1969
- Joseph Sielski 1969–1981
- Fidelis Grabowski 1981–1984
- Donald Petraitis 1984–1993
- Adam Boniecki 1993–1999
- Mark T. Garrow 1999–2005
- Jan Mikołaj Rokosz 2005–2011
- Andrzej Pakuła (seit 2011)